# Chase City
Chase City is een plaats (town) in de Amerikaanse staat Virginia, en valt bestuurlijk gezien onder Mecklenburg County.

## Demografie
Bij de volkstelling in 2000 werd het aantal inwoners vastgesteld op 2457.
In 2006 is het aantal inwoners door het United States Census Bureau geschat op 2356, een daling van 101 (-4,1%).

## Geografie
Volgens het United States Census Bureau beslaat de plaats een oppervlakte van
5,7 km², geheel bestaande uit land. Chase City ligt op ongeveer 165 m boven zeeniveau.

## Plaatsen in de nabije omgeving
De onderstaande figuur toont nabijgelegen plaatsen in een straal van 32 km rond Chase City.